# إميل حبيبي
إميل حبيبي هو أديب وصحافي وسياسي عربي فلسطيني. ولد في حيفا في 29 آب (أغسطس) 1921 حيث ترعرع وعاش حتى عام 1956 حين انتقل للسكن في الناصرة حيث مكث حتى وفاته. في 2 مايو/أيار 1996
تعتبر «الوقائع الغريبة في اختفاء سعيد ابي النحس المتشائل» من أشهر رواياته, وقد نشرت أغلب هذه الأعمال دائرة الإعلام والثقافة التابعة لمنظمة التحرير الفلسطينية/دار الجليل. اهدته منظمة التحرير الفلسطينية «وسام القدس» وهو أرفع وسام فلسطيني.

## سيرته
تفرغ للعمل السياسي في إطار الحزب الشيوعي الفلسطيني وكان من مؤسسي عصبة التحرر الوطني في فلسطين عام 1945. عمل حبيبي في حقل الصحافة، مذيعا في إذاعة القدس التي كانت تابعة للسلطات الانتداب البريطاني (1942-1943)، عمل محررًا في أسبوعية مهماز (1946). بعد قيام إسرائيل نشط في إعادة الوحدة للشيوعيين في إطار الحزب الشيوعي الذي كان أحد ممثليه في الكنيست (البرلمان الإسرائيلي) بين 1952 و1972، وهي السنة التي استقال فيها من منصبه البرلماني للتفرغ للعمل الأدبي والصحافي. ترأس تحرير يومية الاتحاد، يومية الحزب الشيوعي باللغة العربية، بين 1972 - 1989، وكان يكتب افتتاحيتها تحت الاسم المستعار «جهينة».
عام 1989، إثر انهيار المنظومة الاشتراكية، أعاد النظر في بعض المسلمات النظرية مما سبب له خلافات فكرية وتنظيمية مع الحزب الشيوعي، اضطر على ضوئها إلى الاستقالة من جميع مناصبه الحزبية بما فيها رئاسة تحرير «الاتحاد». لكنه بقي عضوا في الحزب (الذي كان عضوا فيه منذ جيل 14 عاما) حتى عام 1991 حين استقال من الحزب.
في حقل الأدب، نشر حبيبي عمله الأول «سداسية الأيام الستة» عام 1968 وبعده تتابعت الأعمال «الوقائع الغريبة في اختفاء سعيد ابي النحس المتشائل»(1974)، «لكع بن لكع» (1980)، «إخطيه» (1985) وأخيرًا، «خرافية سرايا بنت الغول»(1991). وقد جعلت تلك الأعمال القليلة صاحبها أحد أهم المبدعين العرب وذلك لأسلوبه الجديد والمتميز في الكتابة الأدبية.
في عام 1990 اهدته منظمة التحرير الفلسطينية «وسام القدس» وهو أرفع وسام فلسطيني. وفي عام 1992 منحته إسرائيل «جائزة إسرائيل في الأدب» وهي أرفع جائزة أدبية تمنحها الدولة. في العام الأخير من حياته انشغل بإصدار مجلة أدبية أسماها «مشارف».
رحل اميل حبيبي في أيار (مايو) 1996 وأوصى ان تكتب على قبره هذه الكلمات: «باق في حيفا».

## أسلوبه
يتسم الأسلوب الأدبي لإميل حبيبي بطابع يجمع بين السخرية اللاذعة والرمزية، يظهر هذا الأسلوب بوضوح في أعماله مثل روايته الشهيرة الوقائع الغريبة في اختفاء سعيد أبي النحس المتشائل، حيث ابتكر شخصية "المتشائل" التي أصبحت رمزاً لحالة الفلسطيني الذي يعيش بين التناقضات، ممزقاً بين الأمل واليأس، المقاومة والاستسلام.
يعتمد فب كتاباته على التجديد ويمزج بين الفصحى والمحكية الفلسطينية، مما يضفي على نصوصه بعداً واقعياً وقرباً من القارئ. كما يستخدم الحكايات الشعبية والأمثال والأغنية الشعبية في سياقات حديثة لنقد الاحتلال، وفي الوقت ذاته لاستعراض التحديات الاجتماعية والثقافية التي يواجهها الفلسطينيون. اعتمد إيميل حبيبي على السخرية كوسيلة لانتقاد الواقع السياسي والاجتماعي، حيث تنطوي كتاباته على مفارقات تجعل القارئ يعيد التفكير في قضايا الهوية، الوطن، والنكبة. هذه السخرية لا تخلو من مرارة تعكس معاناة الفلسطينيين، لكنها تتسم في الوقت نفسه بنبرة إنسانية عميقة تمزج بين الفكاهة والألم. كما يتميز أسلوبه باستعادة الذاكرة الفلسطينية عبر وصف دقيق للأحداث والأماكن الواقعية، مما يجمع بين التوثيق التاريخي والجمالية الأدبية، مع التركيز على تأثير هذا الوصف في بناء رواياته الفنية,

## أعماله الأدبية
- بوابة مندلباوم: نشرت عام 1954
- النورية - قدر الدنيا: وهي مسرحية نشرت عام 1962
- مرثية السلطعون: وقد نشرت بعد عام 1967
- سداسية الأيام الستة (1969): وهي مجموعة قصصية تتحدث عن الاحتلال الإسرائيلي للضفة الغربية وقطاغ غزة في 1967 وعن فلسطيني 1948
- الوقائع الغريبة في اختفاء سعيد أبي النحس المتشائل (1974): وهو رواية ساخرة أنجزها إميل حبيبي على ثلاثة مراحل، تتحدث عن حياة فلسطيني في إسرائيل، وامتلاكه لأدوات وعيه في ظل النزاع الفلسطيني الإسرائيلي ومعاملة السلطات الإسرائيلية مع فلسطينيي 1948. ذكرت ضمن أفضل مائة رواية عربية. ترجمت إلى العبرية وأصبحت من أشهر المؤلفات العربية لدى الجمهور اليهودي في إسرائيل.
- لكع بن لكع (1980): وهي مسرحية صدرت بالتعاون مع دار الفارابي عن دائرة الاعلام والثقافة/منظمة التحرير الفلسطينية. قدمت هذه المسرحية في دمشق في عام 1982 من إخراج وليد القوتلي، كتب موسيقى وأغاني المسرحية المغني والموسيقي السوري بشار زرقان الذي شارك فيها كممثل أيضا. تتحدث المسرحية عن التقاء قتلى فلسطينيين في الحرب الإسرائيلية الفلسطينية بإسرائيليين الذين يقتلون في العمليات الفدائية
- إخطية (1985):
- خرافية سرايا بنت الغول (1991): وهي سيرة ذاتية للكاتب، يتحدث بها عن ازدواجية عمله في السياسة والأدب
- نحو عالم بلا أقفاص (1992): يتحدث فيها إميل حبيبي عن أسباب تركه للحزب الشيوعي
- أنشأ إميل حبيبي مجلة مشارف التي تعتبر علامة فارقة في المجلات الثقافية العربية. توقّفت لفترة قصيرة بعد وفاة مؤسّسها ثمّ عادت للصّدور في حيفا.

## روابط خارجية
- إميل حبيبي على موقع المكتبة المفتوحة (الإنجليزية)